# Bernardino delle Croci
Bernardino delle Croci ou dalle Croci (Parme - 1528, Brescia) est un orfèvre et sculpteur italien.
Il est l'ancêtre de la famille Delle Croci (it), famille d'orfèvres et sculpteurs de la Sculpture Renaissance de Brescia qui se fit connaître dans la réalisation de croix, de reliquaires et d’autels.
Bernardino est connu pour avoir réalisé le Mausolée Martinengo, une des œuvres majeures de la Sculpture Renaissance de Brescia avec l'aide de Gasparo Cairano ; et le Reliquaire de la Santa Croce (entre 1474 et 1484), contenant des fragments de la Vraie Croix.
Il fut et est considéré par les critiques anciens et modernes comme un des plus grands orfèvres de la Renaissance en Lombardie.

## Galerie

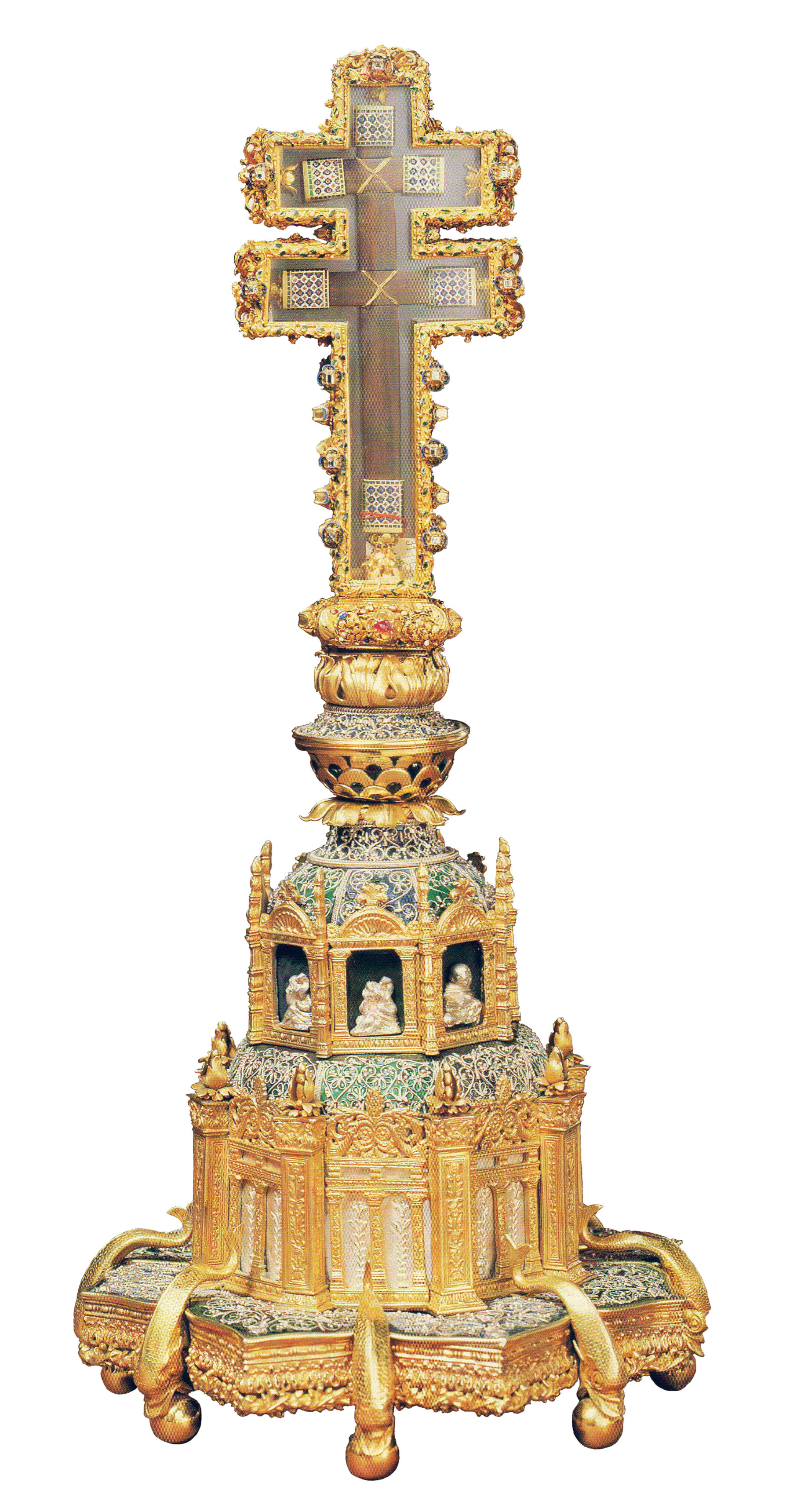
Reliquaire de la Santa Croce
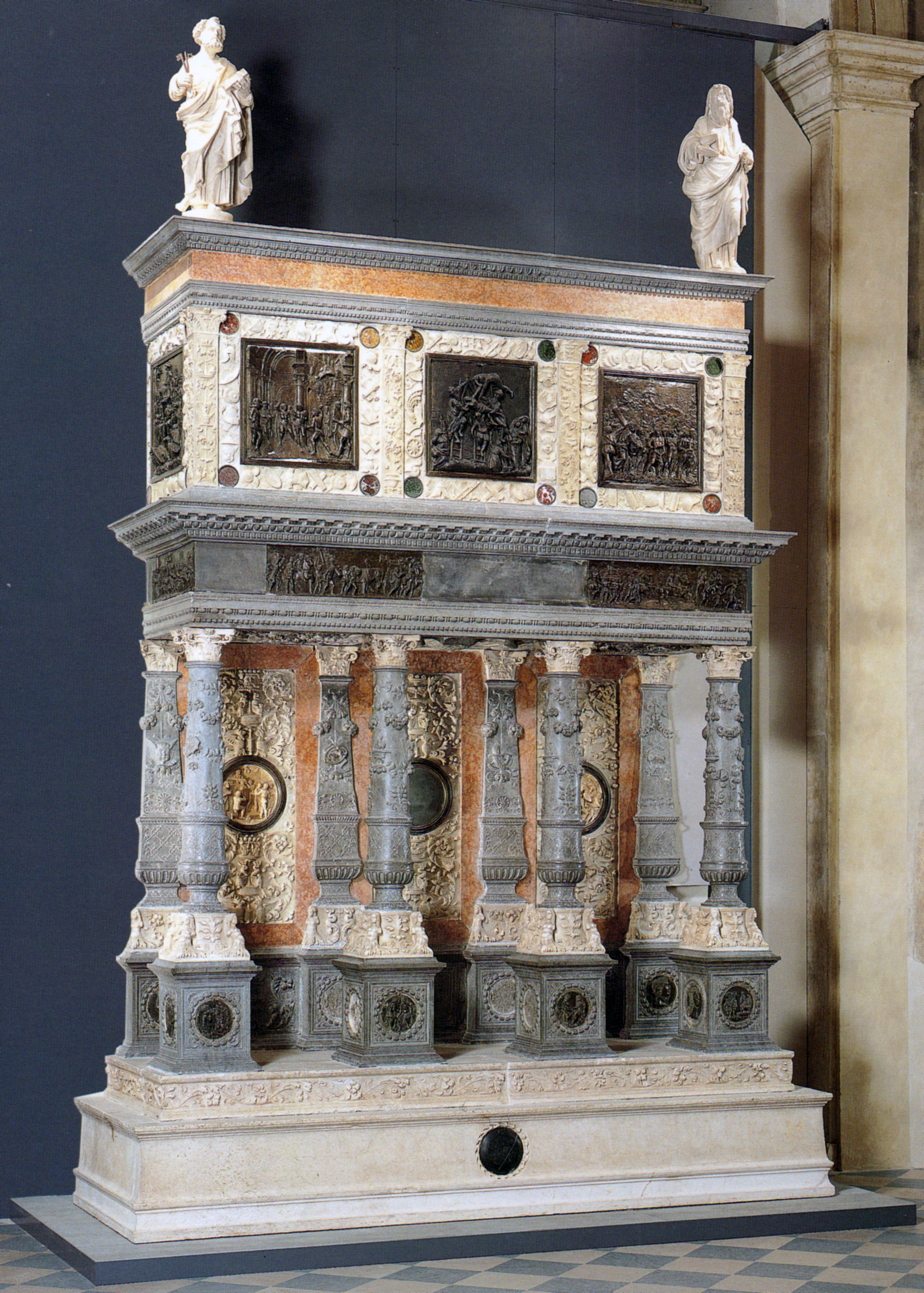
Mausoleo Martinengo

## Articles liées
- Gasparo Cairano
- Sculpture Renaissance de Brescia

## Source de la traduction
- (it) Cet article est partiellement ou en totalité issu de l’article de Wikipédia en italien intitulé « Bernardino delle Croci » (voir la liste des auteurs).